# 최수형
최수형(1979년 7월 11일 ~ )은 대한민국의 배우이다.

## 학력
- 대구가톨릭대학교 성악과

## 출연작

### 영화
- 《사물의 비밀》 (2011년) - 종수 역

### 드라마
- 《파수꾼》 (2017년, MBC) - 김우성 역

### 뮤지컬
- 《안나 카레니나》
- 《덕혜옹주》
- 《씨왓아이워너씨》
- 《고래고래 콘서트》
- 《에드거 앨런 포》
- 《바람과 함께 사라지다》
- 《쓰루더도어》
- 《살리에르》
- 《딜라이트》
- 《카르멘》
- 《뮤직 오브 더 나잇》
- 《두 도시 이야기》
- 《아이다》
- 《넥스트 투 노멀》
- 《올 댓 재즈 - 러브 인 뉴욕》
- 《사랑은 비를 타고》
- 《삼총사》
- 《쓰릴미》
- 《요덕스토리》
- 《노트르담 드 파리》

### 연극
- 《클로저》
- 《프론티어 트릴로지》

## 수상
- 2009년 제3회 대구뮤지컬어워즈 신인상